# Казевекије
Казевекије (фр. Casevecchie) је насељено место у Француској у региону Корзика, у департману Горња Корзика.
По подацима из 2011. године у општини је живело 65 становника, а густина насељености је износила 7,17 становника/km².

## Демографија
| 1962. | 1968. | 1975. | 1982. | 1990. | 2011. |
| ----- | ----- | ----- | ----- | ----- | ----- |
| 90    | 91    | 94    | 106   | 87    | 65    |